# Ahmed Al-Sarori
Ahmed Abdulhakim Ahmed Al-Sarori, mais conhecido como Ahmed Al-Sarori (9 de agosto de 1998), é um futebolista iemenita que atua como Meia. Atualmente, joga pelo Central-PE.

## Carreira internacional

### Gols Internacionais
Pontuações e resultados listam a meta do Iêmen primeiro.
| Nº | Data                    | Estádio                                      | Adversário  | Ponto | Resultado | Competição                                  |
| -- | ----------------------- | -------------------------------------------- | ----------- | ----- | --------- | ------------------------------------------- |
| 1. | 12 de novembro de 2015  | Estádio Memorial de Rizal, Manila, Filipinas | Filipinas   | 1–0   | 1–0       | Eliminatórias da Copa do Mundo FIFA de 2018 |
| 2. | 17 de novembero de 2015 | Estádio Grand Hamad, Doha, Qatar             | Uzbequistão | 1–3   | 1–3       | Eliminatórias da Copa do Mundo FIFA de 2018 |